# Гейтлер, Лотар
Лотар Гейтлер (Гайтлер) (нем. Lothar Geitler; 18 мая 1899, Вена, Австро-Венгрия — 1 мая 1990, там же) — австрийский ботаник и цитолог, педагог, профессор, доктор наук.

## Биография
Образование получил в Венском университете. Слушал лекции по ботанике Ганса Молиша и Фрица Кнолля.
В 1940 году опубликовал краткую «Морфологию растений» (Göschen Collection, Vol. 141), которая впоследствии несколько раз переиздавалась. Начиная с 1932 года, почти каждый год до 1973 года, публиковал краткий отчёт о «прогрессе ботаники» в области цитологии. Издал справочник (1-е издание, 1940 г.) по цитологическим методам окрашивания хромосом. Некоторые из написанных им отдельных работ были опубликованы в журнале института «Австрийский ботанический журнал» под его редакцией (в 1974 г. журнал был переименован в «Систематику и эволюция растений»).
Внёс большой вклад в теорию эукариот как гибридных существ.
С 1948 года до выхода на пенсию в 1969 году руководил Ботаническим институтом и Ботаническим садом Венского университета.

## Научная деятельность
Занимался исследованиями Цианобактерий (Cyanophyta), диатомовых водорослей, симбиозом лишайников и структуры хромосом.
Около 90 таксонов имеют в названии его имя в качестве автора (Гейтлера). В 1925 г. выделил новый род Chroococcopsis, в который включил в том числе и водоросль Цианидиум.
В его честь был назван Geitlerinema, род цианобактерий семейства Coleofasciculaceae. 
Похоронен на Центральном венском кладбище.